# 结构简式
結構簡式（condensed formula）又稱示性式（rational formula），是化學式的一種。
表示簡化結構式的化學式稱為示性式，所以一般用來表示有機物。結構簡式通常包括烴基及官能團兩部分。同时不应简化掉例如碳碳双键，碳碳三键等与有机物性质密切相关的结构。碳氧双键一般可忽略（如甲醛HCHO）。

## 示例
丙烷：CH3CH2CH3
乙醇：CH3CH2OH
乙烯：CH2=CH2
异己烷(2-甲基戊烷) : CH3(CH2)2CH(CH3)2